# Catherine Larsen-Maguire
Catherine Larsen-Maguire (Mánchester, 1971) es una directora de orquesta, fagotista y profesora británica.

## Biografía

### Estudios musicales
Estudió musicología en la Universidad de Cambridge. También estudió interpretación de fagot en la Royal Academy of Music de Londres. Más tarde estudió en Hannover con Klaus Thunemann, y fue parte de la Academia Karajan de la Orquesta Filarmónica de Berlín.

### Carrera musical
Por diez años se desempeñó como intérprete de fagot (fagotista principal) en la Ópera Cómica de Berlín. En 2012 trasladó su foco de atención a la dirección de orquesta. Ha dirigido las orquestas filarmónicas de diversas ciudades, como Augsburgo, Bremen, Magdeburgo y Núremberg; así como la orquesta de la Ópera Cómica de Berlín, la Orquesta Sinfónica de Bochum, la Deutsches Kammerorchester Berlin, la Orquesta de Cámara Escocesa, la Filarmónica de Belgrado, la Orquesta de la Ciudad de Granada, la Orquesta Filarmónica de la UNAM, la Orquesta Sinfónica de Xalapa y la Orquesta Filarmónica de Boca del Río, esta última en el marco del Congreso de Dobles Cañas de Centroamérica y México en 2018.

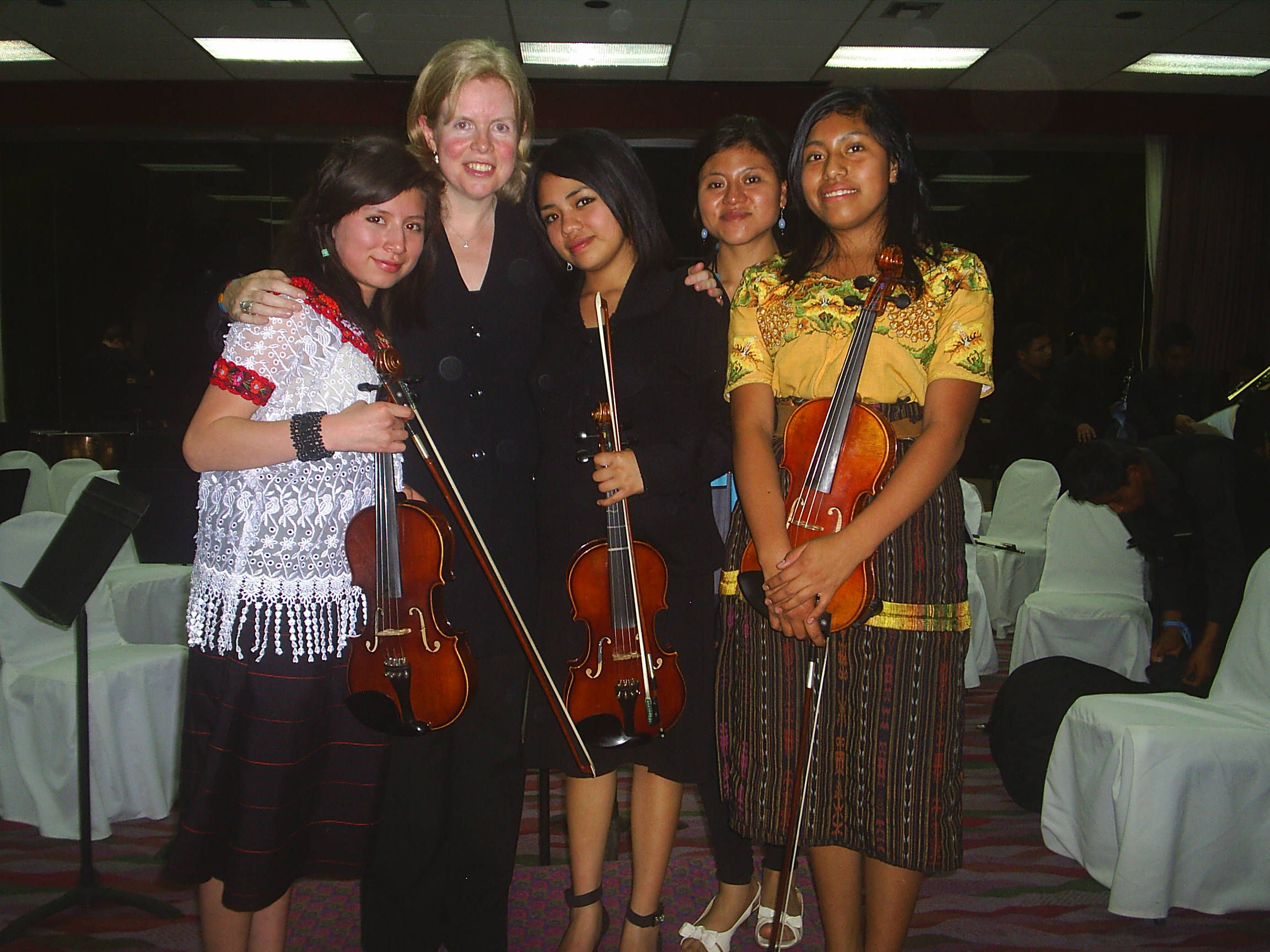
Jóvenes artistas de Chimaltenango con Catherine Larsen-Maguire, luego de un recital en Panajachel, Sololá, el 20 de marzo de 2014.

También ha dirigido la Orquesta Filarmónica de Londres, la Royal Philharmonic Orchestra, la Orquesta Sinfónica de la BBC y la Orquesta Sinfónica de Bournemouth. Ha colaborado con directores de orquesta como Bernard Haitink, Claudio Abbado y Simon Rattle. En 2013 dirigió Erwartung de Arnold Schönberg, en Berlín. En 2019, dirigió la Orquesta Ciudad de Granada, con un repertorio de las compositoras Fanny Mendelssohn, Clara Schumann y Louise Farrenc.
Fue profesora de fagot de la Hochschule für Musik und Theater en Rostock y también fue profesora huésped de la Universidad de las Artes de Berlín en la cátedra de dirección orquesta. También ha dado clases magistrales en Brasil, Guatemala, México, Rusia, Singapur y Noruega. En 2013, impartió clases maestras en el Festival Femusc de Brasil.
Ha sido invitada como parte del jurado del concurso Besançon para jóvenes directores, en 2019.

## Discografía
- Ein Wintermärchen 2 (Weihnachtsklassiker). Christoph Israel, Swonderful Orchestra, Catherine Larsen-Maguire. Panorama, 2019.[10]